# Исаков, Василий Леонович
Васи́лий Лео́нович Иса́ков (1916—1943) — красноармеец Рабоче-крестьянской Красной Армии, участник Великой Отечественной войны, Герой Советского Союза (1943).

## Биография
Родился в 1916 году в деревне Турмасово (ныне — Мичуринский район Тамбовской области). Окончил четыре класса школы, после чего работал трактористом в колхозе, затем диспетчером на железнодорожной станции «Кочетовка». В 1938—1940 годах проходил службу в Рабоче-крестьянской Красной Армии. В 1942 году повторно был призван в армию и направлен на фронт Великой Отечественной войны, был стрелком 78-го гвардейского стрелкового полка 25-й гвардейской стрелковой дивизии 6-й армии Юго-Западного фронта.
2 марта 1943 года в составе взвода, которым командовал лейтенант Широнин, участвовал в отражении контратак немецких танковых и пехотных частей у железнодорожного переезда на южной окраине села Тарановка Змиёвского района Харьковской области Украинской ССР. В том бою он получил тяжёлые ранения.
Закончив полковую школу младших командиров, в звании гвардии сержанта со 2 июня 1943 года воевал во 2-м батальоне 78-го гвардейского стрелкового полка. В июле 1943 года принят кандидатом в члены ВКП (б). 16 августа 1943 года во время боёв за село Долгенькое южнее Изюма был ранен. Скончался от полученных ранений 30 августа 1943 года в 412-м военном госпитале; похоронен в городе Россошь Воронежской области.
В Наградной лист о представлении к званию Героя Советского Союза вместо Василия Исакова было ошибочно вписано имя красноармейца Исхакова Виктора Лазаревича, который в течение последующих двадцати лет считался Героем Советского Союза. После журналистского расследования было выяснено, что в первичных донесениях о боях под Тарановкой упоминался Василий Исаков, однако в Наградной лист по ошибке был вписан служивший в другом батальоне Исхаков А. Ф. Указом Президиума Верховного Совета СССР от 1965 года было внесено изменение в Указ от 1943 года, которым звание Героя Советского Союза было присвоено Василию Леоновичу Исакову.